# Ignatius Chung Wang

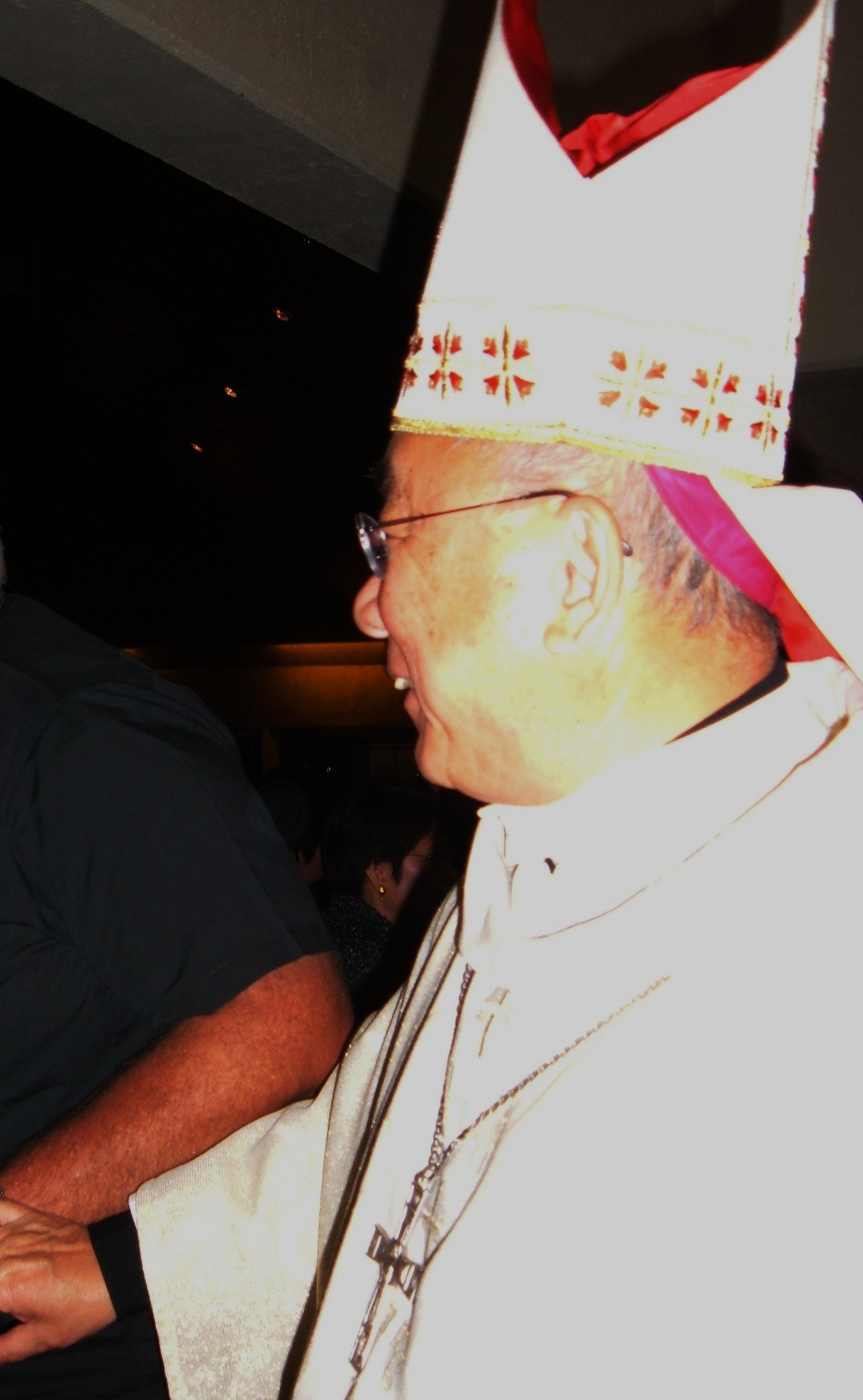

Ignatius Chung Wang (chinesisch 汪中璋, Pinyin Wāng Zhōngzhāng; * 27. Februar 1934 in Peking) ist emeritierter Weihbischof in San Francisco.

## Leben
Ignatius Chung Wang empfing am 4. Juli 1959 die Priesterweihe.
Papst Johannes Paul II. ernannte ihn am 13. Dezember 2002 zum Weihbischof in San Francisco und Titularbischof von Sitipa. Die Bischofsweihe spendete ihm der Erzbischof von San Francisco, William Joseph Levada, am 30. Januar des nächsten Jahres; Mitkonsekratoren waren John Charles Wester, Weihbischof in San Francisco, und Patrick Joseph McGrath, Bischof von San Jose in California.
Am 16. Mai 2009 nahm Papst Benedikt XVI. seinen altersbedingten Rücktritt an.

Wappen von Ignatius Chung Wang